# Congrès international des mathématiciens
Pour les articles homonymes, voir ICM.

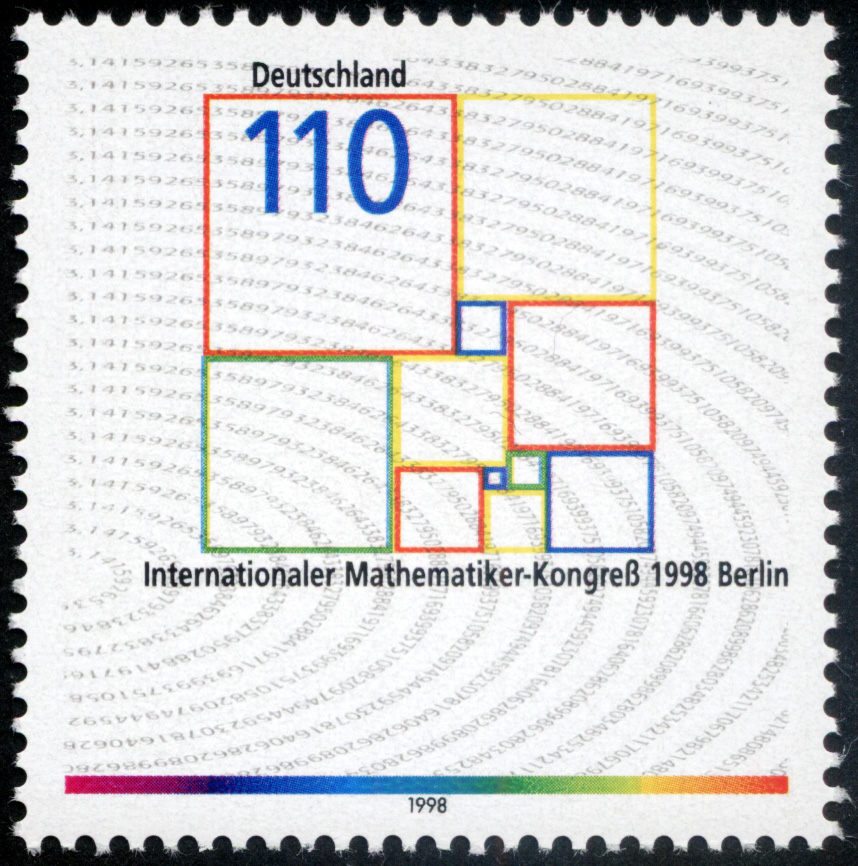
Un timbre commémoratif allemand du Congrès international des mathématiciens lors de l'édition 1998 à Berlin.

Le Congrès international des mathématiciens (ICM, International Congress of Mathematicians en anglais) est une manifestation organisée tous les quatre ans par l'Union mathématique internationale. Le premier s’est tenu à Zurich en 1897.
Le congrès de 1998 à Berlin a rassemblé plus de 3 000 participants. Le programme consiste principalement en des conférences données par d'éminents mathématiciens du monde entier, sélectionnés par les organisateurs du congrès.
Au cours du congrès sont remis les médailles Fields, le prix Nevanlinna, le prix Carl-Friedrich-Gauss et depuis 2010 la médaille Chern.

## Histoire

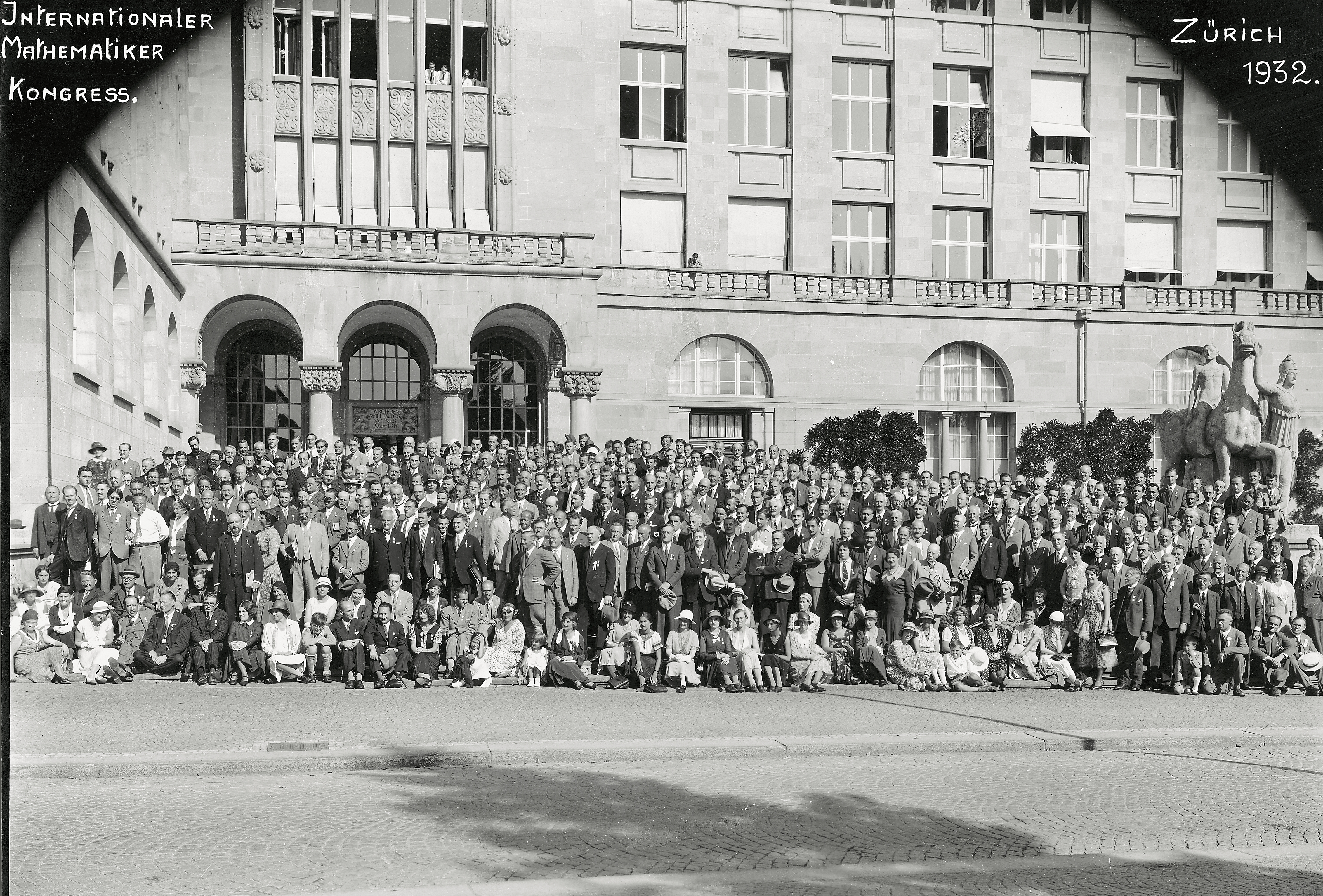
Congrès international des mathématiciens de 1932 à Zurich.

Les mathématiciens allemands Felix Klein et Georg Cantor sont considérés comme étant les initiateurs — dans les années 1890 — de l'idée d’un congrès international de mathématiciens,. Le premier congrès se tient à Zurich en août 1897. Les organisateurs en sont entre autres les éminents mathématiciens Luigi Cremona, Felix Klein, Gösta Mittag-Leffler et Andreï Markov. Le congrès est suivi par 208 mathématiciens venant de 16 pays, dont 12 Russes et 7 Américains.
Au congrès de 1900 à Paris, Moritz Cantor et Vito Volterra donnent les deux premières conférences plénières. Ensuite, David Hilbert énonce une liste de vingt-trois problèmes célèbres non résolus, connus maintenant sous le nom de problèmes de Hilbert. Ces problèmes ont irrigué la recherche mathématique pendant tout le XXe siècle, et certains continuent à le faire.
En 1904 à Heidelberg, Julius König fait une conférence où il déclare que le problème de l'hypothèse du continu mis en évidence par Cantor est faux[pas clair]. Cette annonce crée une agitation générale très importante et Klein est contraint d’expliquer au grand-duc de Bade, parrain du congrès, ce qui peut perturber à ce point des mathématiciens en réunion.
Au congrès de 1912 à Cambridge, en Angleterre, Edmund Landau publie une liste de quatre problèmes de base concernant les nombres premiers, connus aujourd’hui sous le nom des problèmes de Landau.
Ensuite et pendant tout le XXe siècle, les congrès subissent les influences de la vie politique.
Après la Première Guerre mondiale, la France et les alliés demandent — et obtiennent — l'exclusion des empires centraux, dont l'Allemagne, qui est effective pour les congrès de 1920 à Strasbourg et 1924 à Toronto.
Le congrès de 1924 se tient donc à Toronto au Canada et il est organisé par John Charles Fields, à l'origine de la médaille Fields ; à cette occasion, un périple d’est en ouest du Canada est organisé jusqu'à Vancouver puis une traversée en ferry jusqu'à Victoria située sur l'île voisine de Vancouver.
L'exclusion temporaire des pays vaincus de la Première Guerre mondiale a créé une controverse — toujours non résolue — relative au comptage des congrès de 1920 et 1924 dans la numérotation générale des congrès : en effet, à l'ouverture de celui de Zurich en 1932, le mathématicien allemand Hermann Weyl a déclaré : « Nous assistons ce jour à un évènement improbable. Pour le nombre n correspondant au Congrès international des mathématiciens qui vient de s'ouvrir, nous avons l'inégalité 7 ≤ n ≤ 9 ; malheureusement nos fondements axiomatiques ne permettent pas de donner une information plus précise ». À la suite de la levée de cette controverse, et depuis le congrès de Zurich de 1932, les congrès ne sont plus numérotés.
En 1932, à Zurich, Sophie Piccard, qui a été la première femme nommée professeur ordinaire en Suisse, présente ses travaux sur l'analyse.
Le dernier congrès avant la Seconde Guerre mondiale est celui de 1936 à Oslo où sont décernées les deux premières médailles Fields.
Les congrès ne reprennent qu'en 1950 avec celui de Harvard aux États-Unis. En raison du récent déclenchement de la Guerre froide et de la chasse aux sorcières qui s'ensuit sur le territoire américain, un certain nombre de mathématiciens français, notamment Laurent Schwartz et Jacques Hadamard, sont menacés de ne pas avoir de visa en raison de leurs opinions politiques car ils sont soupçonnés d'être des sympathisants communistes. Ils finissent par les obtenir grâce à l'attitude très ferme de la délégation française, conduite par Henri Cartan et à l'intervention personnelle du président Truman,.
En 1966, Alexandre Grothendieck refuse d'aller à Moscou pour recevoir la médaille Fields qui lui a été attribuée.
En 1970, le congrès de Nice est un peu perturbé par les manifestations du mouvement Survivre, créé par Grothendieck.
Serguei Novikov, l'un des lauréats de la médaille Fields, n'est pas autorisé à sortir d’URSS pour se rendre à Nice.
En 1978, un autre Russe, Gregori Margulis, qui vient de se voir attribuer la médaille Fields, n'est pas non plus autorisé à se rendre au congrès qui se tient à Helsinki.
Le Français Jacques Tits, qui présente ses travaux au congrès, fait une mise au point très ferme.
Le congrès de Varsovie, prévu pour 1982, est reporté d'un an en raison de l'état de siège en Pologne.

## Congrès 2006 (Madrid)

### Médaille Fields
Au congrès de 2006 à Madrid, la médaille Fields est décernée au Russe Grigori Perelman pour sa résolution récente de la célèbre conjecture de Poincaré qui est l'un des sept problèmes du prix du millénaire lancés par l'Institut de mathématiques Clay. Néanmoins Perelman refuse cette distinction. Les trois autres lauréats de la médaille Fields 2006 sont le Français Wendelin Werner, l'Australien Terence Tao et le Russe Andreï Okounkov.

### Prix Nevanlinna
Le prix est attribué à Jon Kleinberg qui travaille dans le domaine de l'algorithmique.

### Prix Gauss
Le premier récipiendaire du prix est le Japonais Kiyoshi Itō pour son travail fondateur dans le domaine du calcul stochastique.

## Congrès 2010 (Hyderabad)
La médaille Fields est remise à quatre lauréats : Elon Lindenstrauss, Ngô Bảo Châu, Stanislav Smirnov, Cédric Villani. Le prix Nevanlinna est attribué à Daniel Spielman. Le récipiendaire du prix Gauss est Yves Meyer. La première médaille Chern est décernée à Louis Nirenberg. Le premier prix Leelavati est attribué à Simon Singh.

## Congrès 2014 (Séoul)
La médaille Fields est remise à quatre lauréats : Artur Ávila, Manjul Bhargava, Martin Hairer, Maryam Mirzakhani. Le prix Nevanlinna est attribué à Subhash Khot. Le récipiendaire du prix Gauss est Stanley Osher. La médaille Chern est décernée à Phillip Griffiths. Le prix Leelavati est attribué à Adrián Paenza.

## Congrès 2018 (Rio de Janeiro)
Le congrès s'est tenu à Rio de Janeiro du 1er août au 9 août 2018 du 2006.
La médaille Fields est remise à Caucher Birkar, Alessio Figalli, Peter Scholze et Akshay Venkatesh. Le prix Gauss est décerné à David Leigh Donoho, le prix Nevanlinna à Constantínos Daskalákis, la médaille Chern à Masaki Kashiwara et le prix Leelavati à Ali Nesin.
Le lauréat de la médaille Fields Caucher Birkar se fait voler la médaille Fields quelques minutes après qu'elle lui a été remise,,,,,.

## Congrès 2022 (Saint-Pétersbourg)
En réaction à l'invasion de l'Ukraine par la Russie, le congrès de 2022 n'aura pas lieu comme prévu à Saint-Pétersbourg mais en « virtuel ».
En juillet 2022, une cérémonie de remise de récompenses est organisée à Helsinki. La médaille Fields est remise à Hugo Duminil-Copin, June Huh, James Maynard et Maryna Viazovska. Le prix Gauss est décerné à Elliott H. Lieb, la médaille Abacus IMU (anciennement prix Nevanlinna) à Mark Braverman et la médaille Chern à Barry Mazur.

## Villes organisatrices des congrès
- 1897 : Zurich, Suisse
- 1900 : Paris, France
- 1904 : Heidelberg, Allemagne
- 1908 : Rome, Italie
- 1912 : Cambridge, Royaume-Uni
- 1920 : Strasbourg, France
- 1924 : Toronto, Canada
- 1928 : Bologne, Italie
- 1932 : Zurich, Suisse
- 1936 : Oslo, Norvège

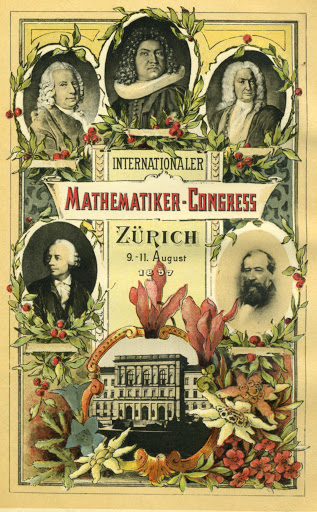
Poster du premier congrès (1897).

- 1950 : Cambridge (Massachusetts), États-Unis
- 1954 : Amsterdam, Pays-Bas
- 1958 : Édimbourg, Royaume-Uni
- 1962 : Stockholm, Suède
- 1966 : Moscou, Union soviétique
- 1970 : Nice, France
- 1974 : Vancouver, Canada
- 1978 : Helsinki, Finlande
- 1982 (tenu en 1983) : Varsovie, Pologne
- 1986 : Berkeley (Californie), États-Unis
- 1990 : Kyoto, Japon
- 1994 : Zurich, Suisse
- 1998 : Berlin, Allemagne
- 2002 : Pékin, Chine
- 2006 : Madrid, Espagne
- 2010 : Hyderabad, Inde
- 2014 : Séoul, Corée du Sud
- 2018 : Rio de Janeiro, Brésil
- 2022 : Saint-Pétersbourg, Russie
- 2026 : Philadelphie, États-Unis